# الضعفاء الصغير
الضعفاء الصغير كتاب صغير في الجرح والتعديل والتراجم لمؤلفه محمد بن إسماعيل البخاري. وهو متخصص في الترجمة للضعفاء من الرواة، وقد ترجم لأربعمائة وثمانية عشر راويا.

## نهج الكتاب
رتب البخاري مصنفه وفق حروف المعجم، معتبرا الحرف الأول من الاسم فقط، ويقدم الاسم الذي يتكرر كثيرا على غيره، وذيله بباب الكنى، وقد تجنب فيه الإطالة وكثرة الأخبار؛ فالترجمة لا تتعدى السطر الواحد إلا نادرا وتتضمن اسم الراوي واسم أبيه ونسبته وبعض من روى عنهم ورووا عنه وغالبا ما يقتصر على واحد منهم فقط، ثم يشير إلى درجته في الضعف بإحدى ألفاظ التجريح: «منكر الحديث» «فيه نظر» «متروك الحديث» «سكتوا عنه» وإذا تيسر فهو يبين رأي النقاد السابقين فيه كمالك وعبد الله بن المبارك وسفيان بن عيينة وشعبة بن الحجاج وعلي بن المديني وأحيانا يذكر عقيدة الراوي أو إحدى مروياته أو سنة وفاته أو تولية القضاء، ولكن ذلك نادر. فهو لا يترجم إلا بغية خدمة الحديث ليقوي سندًا أو ليضعفه أو ليترك للمحدث مسئولية البحث والنظر، ويسوق الحكم عن الرجل رواية بصدق وأمانة.

## الطبعات
- طبعة دار المعرفة، بيروت، لبنان. تحقيق محمود إبراهيم زايد، 1406 هـ.[4]

- طبعة دار الوعي، حلب. تحقيق محمود إبراهيم زايد 1396 هـ.[5][6]

## كتب في نفس المنوال
- كتاب الضعفاء والمتروكين، لابن الجوزي.
- كتاب الضعفاء والمتروكين، للدارقطني.
- تاريخ أسماء الضعفاء والكذابين، لابن شاهين.
- كتاب الضعفاء، للعقيلي.
- ميزان الاعتدال، للذهبي
- لسان الميزان، لابن حجر العسقلاني